# Cosmosoma pyrsonota
Cosmosoma pyrsonota là một loài bướm đêm thuộc phân họ Arctiinae, họ Erebidae.